# Volgograd
Volgograd (ruski: Волгогра́д) grad je u Rusiji na rijeci Volgi. Nalazi se oko 900 km južno od Moskve. Broj stanovnika iznosi 981.900 (stanje 2009.). S 881,55 km² jedan je od površinom najvećih gradova svijeta; sjeverni kraj grada udaljen je od južnog punih 80 km.
Važan je industrijski grad i središte Volgogradske oblasti.

## Povijest
Grad je osnovan 1589. kao tvrđava na strateški važnom mjestu najmanje udaljenosti Volge i Dona. Dvaput su ga zarobili kozački pobunjenici, 1670. i 1774. godine. U ruskom građanskom ratu ovdje su se vodile borbe između boljševika i bjelogardijaca. Svjetsku je slavu grad stekao u Drugom svjetskom ratu kada je krajem 1942. bio poprište jedne od najvažnijih bitaka rata, Staljingradske bitke u kojoj je zaustavljeno napredovanje snaga nacističke Njemačke. Zbog toga je dobio status grada heroja SSSR-a.

### Ime grada
U povijesti je nosio imena Caricin (od osnutka 1589. do 1925.) po obližnjoj rijeci Carici koja se ovdje ulijeva u Volgu i Staljingrad (od 1925. do 1961. kada su u sklopu destaljinizacije promijenjena sva imena mjesta nazvanih po njemu).

## Gospodarstvo
Suvremeni je Volgograd važan industrijski grad. Najznačajnije su djelatnosti brodogradnja, petrokemija, proizvodnja čelika i aluminija, proizvodnja strojeva i vozila te kemijska industrija. Velika hidroelektrana nalazi se u blizini grada.

## Šport
U gradu djeluju dva nogometna kluba, FC Volgograd i Rotor Volgograd, oba drugoligaši. Brojni su slavni ruski sportaši iz Volgograda: tenisač Nikolaj Davidenko, skakačica s motkom Jelena Isinbajeva, klizač Jevgenij Plušenko, skakačica u vis Jelena Slesarjenko, skakačica u dalj Tatjana Lebedjeva, plivač Denis Pankratov i drugi.

## Vanjske poveznice
- Službena stranica (rus.)

### Ostali projekti
|  | Zajednički poslužitelj ima još gradiva o temi Volgograd |